# Råsmon
Råsmon är en bebyggelse i Ådals-Lidens socken i  Sollefteå kommun. SCB avgränsade här en småort mellan 1990 och 2020.